# Ons Vakblad
Ons Vakblad. Maandschrift voor de boekdrukkunst in Nederland verscheen van 1909 tot 1913. Het verscheen eenmaal per maand en stond onder redactie van T.T. Winkler. In Ons Vakblad stonden voornamelijk artikeen bedoeld voor zetters en drukkers (in opleiding), met allerhande tips en trucs, evenals prijsvragen voor het ontwerpen van een 'Beoordeelingsstaat' of een visitekaartje. In de vaste rubriek 'Ingezonden drukwerk' werd drukwerk van abonnees tegen het licht gehouden. Daarnaast werd professioneel (internationaal) drukwerk besproken, niet zozeer naar esthetische alswel naar technische maatstaven. De laatste aflevering verscheen in februari 1913.